# Crosmières

Crosmières este o comună în departamentul Sarthe, Franța. În 2009 avea o populație de 942 de locuitori.